# تاریخچه انتخاباتی محمود احمدی‌نژاد
این خلاصه‌ای از تاریخچه انتخاباتی  محمود احمدی‌نژاد, یک ایرانی اصولگرا و سیاستمدار می‌باشد که رئیس جمهور ایران (۱۳۸۴–۱۳۹۲) و شهردار تهران (۱۳۸۲–۱۳۸۴) بوده است

## انتخابات شورای شهر
در سال ۱۳۷۷ محمود احمدی‌نژاد، برای انتخابات شورای شهر تهران ثبت نام کرد. او موفق به کسب صندلی شورای شهر نشد.

## انتخابات مجلس

### ۱۳۷۸
در سال ۱۳۷۸, احمدی‌نژاد، برای انتخابات مجلس شورای اسلامی از حوزه تهران ثبت نام کرد. او توسط   حزب موتلفه اسلامی با جامعه روحانیت مبارز مورد حمایت قرار گرفت و نام وی در فهرست انتخاباتی جبهه پیروان خط امام و رهبری ذکر شده بود. احمدی نژاد نتوانست در این انتخابات پیروز شود. او با دریافت ۲۸۰٬۰۴۶ رای از ۲٬۹۳۱٬۱۱۳ رای رتبه ۶۸ را کسب کرد.

## شهرداری تهران
پس از پیروزی ائتلاف آبادگران در انتخابات، احمدی‌نژاد در ۱۳ اردیبهشت ۱۳۸۲ با کسب ۱۲ رأی موافق، ۱ رأی مخالف و ۲ رأی ممتنع اعضای شورای شهر تهران به عنوان شهردار تهران منصوب شد.
| نامزد            | رای      | %  |
| ---------------- | -------- | -- |
| محمود احمدی نژاد | ۱۲ از ۱۵ | ۸۰ |

## انتخابات ریاست جمهوری

### ۱۳۸۴
| کاندیدا             | دور اول    | دور اول    | دور دوم    | دور دوم    |
| کاندیدا             | رأی        | ٪          | رأی        | ٪          |
| ------------------- | ---------- | ---------- | ---------- | ---------- |
| محمود احمدی‌نژاد     | ۵٬۷۱۱٬۶۹۶  | ۱۹٫۴۳      | ۱۷٬۲۴۸٬۷۸۲ | ۶۱٫۶۹      |
| اکبر هاشمی رفسنجانی | ۶٬۲۱۱٬۹۳۷  | ۲۱٫۱۳      | ۱۰٬۰۴۶٬۷۰۱ | ۳۵٫۹۳      |
| مهدی کروبی          | ۵٬۰۷۰٬۱۱۴  | ۱۷٫۲۴      | —          | —          |
| محمدباقر قالیباف    | ۴٬۰۹۵٬۸۲۷  | ۱۳٫۹۳      | —          | —          |
| مصطفی معین          | ۴٬۰۸۳٬۹۵۱  | ۱۳٫۸۹      | —          | —          |
| علی لاریجانی        | ۱٬۷۱۳٬۸۱۰  | ۵٫۸۳       | —          | —          |
| محسن مهرعلیزاده     | ۱٬۲۸۸٬۶۴۰  | ۴٫۳۸       | —          | —          |
| آرای باطل           | ۱٬۲۲۴٬۸۸۲  | ۴٫۱۷       | ۶۶۳٬۷۷۰    | ۲٫۳۸       |
| مجموع               | ۲۹٬۴۰۰٬۸۵۷ | ۲۹٬۴۰۰٬۸۵۷ | ۲۷٬۹۵۹٬۲۵۳ | ۲۷٬۹۵۹٬۲۵۳ |
| واجدین حق رأی       | ۴۶٬۷۸۶٬۴۱۸ | ۴۶٬۷۸۶٬۴۱۸ | ۴۶٬۷۸۶٬۴۱۸ | ۴۶٬۷۸۶٬۴۱۸ |
| مشارکت              | ۶۲٫۸۴٪     | ۶۲٫۸۴٪     | ۵۹٫۷۶٪     | ۵۹٫۷۶٪     |

### ۱۳۸۸
نتایج انتخابات بدون محاسبه صندوق‌های خارج از کشور:
|                              | اصولگرا، آبادگران        | محمود احمدی‌نژاد | ۲۴٬۵۲۷٬۵۱۶ | ۶۲٫۶۳ |
|                              | اصلاح‌طلب، مستقل          | میرحسین موسوی   | ۱۳٬۲۱۶٬۴۱۱ | ۳۳٫۷۵ |
|                              | اصولگرا، مستقل           | محسن رضایی      | ۶۷۸٬۲۴۰    | ۱٫۷۳  |
|                              | اصلاح‌طلب، حزب اعتماد ملی | مهدی کروبی      | ۳۳۳٬۶۳۵    | ۰٫۸۵  |
| آرای باطل                    | آرای باطل                | آرای باطل       | ۴۰۹٬۳۸۹    | ۱٫۰۵  |
| آرای صحیح                    | آرای صحیح                | آرای صحیح       | ۳۸٫۷۵۵٫۸۰۲ | ۹۸٫۹۵ |
| مجموع                        | مجموع                    | مجموع           | ۳۹٫۱۶۵٫۱۹۱ | ۱۰۰   |
| منبع: وبگاه وزرات کشور ایران |                          |                 |            |       |